# Ramon Payàs
Ramon Payàs   (1949 - Manresa, 23 de juny de 2019) va ser un activista i polític manresà.
Va ser militant d'ERC fins que es va integrar a Reagrupament durant la creació d'aquest nou partit. Amb Reagrupament, a nivell municipal havia participat amb diverses coalicions en les eleccions a l'Ajuntament, si bé, sempre des de posicions discretes a la llista. La darrera, en les eleccions d'aquest 2019, amb Primàries, formació a la que Reagrupament va donar el seu suport. També va ser conseller Nacional del Partit Demòcrata Europeu Català.
Com a activista cultural, va ser divulgador de les Homilies d'Organyà, i cofundador dels Amics de les Homilies d'Organyà i de la Plataforma 379.